# اوویتیپانا
اوویتیپانا (به لاتین: Owitipana) یک منطقهٔ مسکونی در سری‌لانکا است که در استان مرکزی (سری‌لانکا) واقع شده‌است.